# Vicebrigadiere
Il vicebrigadiere è un grado militare  italiano di base, previsto per i sovrintendenti dell'Arma dei Carabinieri e della Guardia di finanza. 
Riveste la qualifica di ufficiale di polizia giudiziaria. Per la sola Guardia di finanza il vicebrigadiere riveste anche la qualifica di ufficiale di polizia tributaria. 
Fino al 1992 il grado di vicebrigadiere era in uso anche nel disciolto Corpo degli agenti di custodia (ora Corpo di polizia penitenziaria) e fino al 1981 era in uso nel Corpo delle guardie di pubblica sicurezza (ora Polizia di Stato); attualmente i due corpi civili usano la corrispondente qualifica di vicesovrintendente.
Il distintivo di grado del vicebrigadiere consiste in un gallone e un galloncino (o baffo) argentati per i carabinieri e dorati per la Guardia di finanza. La categoria dei sovrintendenti per l'Arma dei Carabinieri e per la Guardia di finanza è così disciplinata:
- vicebrigadiere;
- brigadiere;
- brigadiere capo.
- brigadiere capo qualifica speciale.

## Galleria d'immagini
Carabinieri

Distintivo di grado per controspallina di vicebrigadiere dell'Arma dei Carabinieri
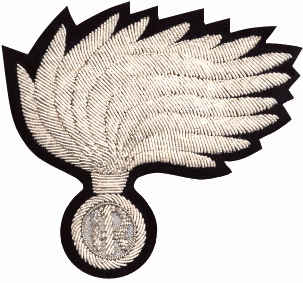
Fregio da cappello rigido, "fiamma sfuggente" argentata a 13 punte su panno nero da sovrintendente dell'Arma dei Carabinieri

Guardia di Finanza

Distintivo di grado per controspallina di vicebrigadiere della Guardia di finanza
Fregio da cappello rigido utilizzato dai sovrintendenti della Guardia di finanza